# 에너지 스타

에너지 스타 로고는 에너지 절약 제품에 채용된다.

에너지 스타(Energy Star)는 에너지 절약 소비자 제품의 사용을 장려하는 미국 정부의 국제 프로그램이다. 수많은 컴퓨터 제품과 주변 기기에서 찾을 수 있는 로고로 잘 알려져 있다.

## 역사
에너지 스타 프로그램은 에너지 소비와 전력소에서 뿜어나오는 온실 기체를 줄이려는 시도 속에서 1992년에 미국 환경 보호청에 의해 만들어졌다. 이 프로그램은 미국 EPA의 그린 프로그램 발명가인 존 S. 호프만(John S. Hoffman)이 개발하였으며 캐시 조이(Cathy Zoi)와 브라이언 존슨(Brian Johnson)이 도입하였다. 이 프로그램은 그린 라이트(Green Lights)와 메탄 프로그램(Methane Programs)과 같은 일련의 자발적인 프로그램의 일부로 고안된 것이며 온실 기체를 줄이고 지구 온난화 기체를 줄이는 데 잠정적인 이익을 증명한다.
에너지 절약 제품의 사용을 장려하고 이를 증명하기 위해 에너지 스타라는 이름이 붙게 되었으며 컴퓨터 제품에 이를 처음 채용하게 되었다. 그 뒤에 수많은 주요 기기, 사무용 기기, 조명, 가전 기기 등으로 확대되었다. 이 이름은 새로 지은 집과 산업 건물에서도 찾을 수 있다.
EPA는 에너지 스타를 통해 2005년에만 에너지 소비에서 약 120억 달러를 절약하였다고 발표하였다.

## 규격
데스크톱 컴퓨터를 위한 새로운 에너지 스타 규격이 2007년 7월 20일에 효력이 부가되었다. 이 규격의 요구 사항은 이전의 규격보다 더 엄격하고 기존의 장비 설계는 다시 인증을 받지 않는 한 더 이상 이러한 로고를 사용할 수 없게 되었다. 80 플러스 프로그램이 정의한 표준을 사용하여 80% 이상의 교류 전력의 효율을 사용해야 한다는 요구 사항이 있다.

## 같이 보기
- 그린 컴퓨팅
- 전원 관리